# Sergej Brysgalow
Sergej Brysgalow (russisch Сергей Брызга́лов) ist ein ehemaliger sowjetischer Skispringer.

## Werdegang
Brysgalow gab sein internationales Debüt beim Auftaktspringen zur Vierschanzentournee 1986/87 in Oberstdorf. Das Springen war zudem sein Debüt im Skisprung-Weltcup. Nach dem 63. Platz dort sprang er in Garmisch-Partenkirchen auf der Großen Olympiaschanze auf den 77. Platz. Auf der Bergiselschanze in Innsbruck sprang Brysgalow auf den 46. Platz und erreichte damit sein bestes Ergebnis der Tournee. In Bischofshofen sprang er erneut auf Rang 63.
Bei der Nordischen Skiweltmeisterschaft 1987 in Oberstdorf erreichte er Rang 55 von der Normalschanze und Rang 54 von der Großschanze.

## Erfolge

### Vierschanzentournee-Platzierungen
| Saison  | Platz | Punkte |
| ------- | ----- | ------ |
| 1986/87 | 62.   | 379,9  |